# هنري لابوشير
كان هنري دو بري لابوشير (9 نوفمبر 1831 - 15 يناير 1912) سياسيًا وكاتبًا وناشرًا ومالك مسرح إنجليزيًا في العصرين الفيكتوري والإدواردي. أهم ما يُعرف عنه اليوم أنه قدم «تعديل لابوشير»، الذي جرّم لأول مرة أشكال النشاط المثلي كلها بين الذكور في المملكة المتحدة.
كانت عائلة لابوشير عائلة هوغونوتية ثرية تعمل في مجال المصارف، وبدأ حياته المهنية بصفة عضو صغير في السلك الدبلوماسي البريطاني قبل أن يخدم لفترة قصيرة في البرلمان بين 1865 و1868. عاش مع الممثلة هنريتا هودسون منذ عام 1868، وتزوجا في عام 1887. رسخ اسمه في الصحافة والإنتاج المسرحي، واشترى حصة في صحيفة ذا ديلي نيوز، وفي 1876 أسس مجلة تروث التي موّلها ودافع عنها ضد سلسلة طويلة من دعاوى التشهير.
في 1880، عاد إلى البرلمان بصفة نائب ليبرالي عن نورثهامبتون، وأصبح شخصية بارزة في الجناح الراديكالي لحركة الحكم الذاتي ضمن الحزب. كان شخصية مثيرة للجدل، وحالت معارضة الملكة فيكتوريا وكبار الليبراليين له دون حصوله على منصب وزاري. زاد النفور منه لأنه عارض حرب البوير الثانية، واستقال من السياسة عام 1906، عندما غادر بريطانيا وتقاعد في إيطاليا.

## العمل المبكر السياسي والدبلوماسي
خلال وجوده في الولايات المتحدة، حصل لابوشير على وظيفة في السلك الدبلوماسي البريطاني دون علمه، إذ جرى ذلك بواسطة عائلته. في عامي 1854 و1864، عمل بصفة دبلوماسي صغير في واشنطن، وميونيخ، وستوكهولم، وفرانكفورت، وسانت بطرسبورغ، ودريسدن، والقسطنطينية. ومع ذلك، لم يكن صاحب أسلوب دبلوماسي، وتصرف بفظاظة في بعض الأحيان. ظهر ذلك عندما كتب إلى وزير الخارجية رافضًا تعيينه الجديد قائلًا: «يشرفني أن أقر باستلام رسالتكم التي تبلغني بترقيتي إلى منصب السكرتير الثاني في بعثة صاحبة الجلالة في بوينس آيرس. أود أن أوضح أنه إذا كان بإمكاني أداء تلك المهمة من مكان إقامتي في بادن-بادن، فيسعدني قبول التعيين». أُبلغ بعد ذلك على نحو مهذب أن خدماته لم تعد مطلوبة.
في العام التالي، نجح لابوشير في الانتخابات العامة في 1865 ليصبح نائبًا عن ويندسور، ممثلًا عن الحزب الليبرالي. ولكن نتائج الانتخابات أُلغيت بعد تقديم طعن، وفي أبريل 1867، فاز في انتخابات فرعية وأصبح نائبًا عن ميدلسكس. في انتخابات 1868، خسر مقعده بفارق 110 أصوات. ولم يعد إلى مجلس العموم إلا بعد 12 سنة.

## منتج مسرحي وصحفي وكاتب
في 1867، تعاون لابوشير وشركاؤه مع المهندس المعماري سي جيه فيبس والفنانين ألبرت مور وتلبين لتجديد قاعة سانت مارتن الكبرى وتحويلها إلى مسرح الملكة في لونغ آكر. شُكلت فرقة جديدة من الممثلين شملت تشارلز ويندهام، وهنري إيرفينغ، وجيه إل تول، وإلين تيري، وهنريتا هودسون. بحلول 1868، كان لابوشير يعيش مع هودسون دون زواج رسمي، إذ لم يستطيعا الزواج حتى وفاة زوجها الأول 1887. اشترى لابوشير حصص شركائه في المسرح، واستخدمه للترويج لموهبة هودسون، لكن المسرح خسر ماليًا، واعتزلت هودسون التمثيل، وأُغلق المسرح في 1879. تزوجا أخيرًا في 1887، وأنجبا ابنة اسمها ماري دوروثيا (دورا) لابوشير (1884–1944).
خلال فترة انقطاعه عن البرلمان، اكتسب لابوشير شهرة بصفته صحفيًا ومحررًا وناشرًا، إذ أرسل تقارير ساخرة من باريس خلال حصار باريس 1870–1871، وذكر فيها أكل الحيوانات في حديقة الحيوان، من فيلة وحمير وقطط وجرذان بسبب شح الطعام. ساعدت هذه المقالات على إنعاش توزيع صحيفة ديلي نيوز، التي اشترى حصة منها عام 1868. جذب أسلوبه الصريح جمهورًا واسعًا لتقاريره، ثم لمجلته الأسبوعية الشخصية تروث التي أسسها عام 1876 وتعرضت لكثير من دعاوى التشهير. وبفضل ثروته الموروثة، كان قادرًا على الدفاع عن نفسه في هذه القضايا. سخر نقاده من ادعائه الحياد، ومنهم دبليو إس غيلبرت، الذي انتقده لابوشير في المسرح، وسخر منه في أوبرا صاحب السعادة. في عام 1877، دخل غيلبرت في صراع علني مع هنريتا هودسون، عشيقة لابوشير.
كان لابوشير معارضًا شديدًا للحركة النسوية، وشن حملة ضد حركة المطالبة بحق المرأة في التصويت في مجلة تروث، وسخر من النساء اللواتي طالبن بهذا الحق. كان معاديًا للسامية على نحو واضح، وعارض مشاركة اليهود في الحياة البريطانية، واستخدم تروث لمهاجمة «البارونات العبريين» ونفوذهم المفرط، و«انغلاق اليهود»، و«جبن اليهود». ومن ضحاياه إدوارد ليفي لاوسون، مالك صحيفة ذا ديلي تلغراف. في 1879، قامت دعوى قضائية بارزة نتيجة مشادة بينه وبين ليفي لاوسون عند مدخل نادي بيفستيك. طرد النادي هنري، ولكنه حصل لاحقًا على حكم قضائي ببطلان قرار الطرد.

## العودة إلى البرلمان
عاد لابوشير إلى البرلمان في انتخابات 1880، وفاز هو وتشارلز برادلو، وكلاهما من الليبراليين، بمقعدي نورثهامبتون. (كان إلحاد برادلو المثير للجدل سببًا في أن يصف لابوشير نفسه ساخرًا بأنه «العضو المسيحي عن نورثهامبتون»).
في 1884، قدم لابوشير مقترحًا غير ناجح لتوسيع قوانين منع القسوة على الحيوانات. وفي 1885، كتب مسودة تعديل لابوشير إذ لم تمنعه مواقفه التحررية من كره المثلية، ليكون إضافة في اللحظة الأخيرة لمشروع قانون برلماني لا علاقة له بالمثلية. حظر التعديل «الفحش الجسيم». ومع أن المثلية كانت مُجرَمة قبله، جاء التعديل لحظر أي نشاط جنسي بين الرجال. وبعد عشر سنوات، استُخدم تعديل لابوشير لمحاكمة أوسكار وايلد، الذي تلقى العقوبة القصوى: السَجن عامين مع الأشغال الشاقة. عبر لابوشير عن أسفه لأن العقوبة لم تكن أطول، إذ كان يفضل أن تكون سبع سنوات، وفق اقتراحه في التعديل الأصلي.
خلال ثمانينيات القرن التاسع عشر، واجه الحزب الليبرالي انقسامًا بين الجناح الراديكالي بقيادة جوزيف تشامبرلين، والجناح الويغي بقيادة مركيز هارتنغتون، وكان زعيم الحزب ويليام غلادستون يحاول التوفيق بين الطرفين. كان لابوشير راديكاليًا صريحًا، أراد تكوين تحالف بين الراديكاليين والقوميين الأيرلنديين، يستبعد أو يهمش الويغيين. لكن هذا المخطط انهار عام 1886 عندما أعلن غلادستون أنه يدعم الحكم الذاتي، ما دفع عددًا كبيرًا من الراديكاليين والويغيين إلى الانفصال عن الحزب وتأسيس حزب الاتحاد الليبرالي المتحالف مع المحافظين.
في عامي 1886 و1892، كان المحافظون في الحكم، وعمل لابوشير دون كلل لإسقاطهم. وعندما تشكلت حكومة جديدة برئاسة غلادستون عام 1892، توقع لابوشير أن يُمنح منصبًا وزاريًا. ولكن الملكة فيكتوريا رفضت تعيينه، قائلة إنها «لن تسمح لمثل هؤلاء الرجال الفظيعين بدخول الحكومة». كان رفضها ناتجًا من كرهها لمجلة تروث، التي عدّتها مهينة للعائلة المالكة. ويُقال إن الحادثة كانت آخر مرة رفضت فيها ملكة بريطانية تعيين رئيس وزراء لوزير في الحكومة. ربما كان غلادستون نفسه سعيدًا بإقصاء لابوشير، لأنه لا يحظى بالدعم السياسي. رفض اللورد روزبري، وزير الخارجية الجديد وعدو شخصي للابوشير، منحه منصب سفير في واشنطن كما طلب.